# Livit
Die Livit AG ist ein Schweizer Unternehmen für Immobilienmanagement mit Sitz in Zürich und seit 1999 hundertprozentige Tochter des Versicherungskonzerns Swiss Life.
Die Bewirtschaftung von Immobilien ist seit den 1960er Jahren das Kerngeschäft. Ergänzend bietet Livit AG Vermietungsmanagement und Baumanagement an.
Livit verfügt über neun Niederlassungen in der Schweiz und beschäftigt über 765 Mitarbeitende. Insgesamt bewirtschaftet Livit über 205'826 Mietobjekte, 3'608'010 m² Gewerbefläche und einen betreuten Immobilienwert von rund 62.8 Milliarden Schweizer Franken.

## Geschichte
Die Livit AG wurde 1963 als Tochtergesellschaft der Intrag AG, einer Anlagefondsgesellschaft der Schweizerischen Bankgesellschaft, gegründet. Primärer Geschäftszweck war die Verwaltung und Vermietung von Immobilien. Ab 1972 eröffnete Livit weitere Standorte in Basel, St. Gallen, Bern, Solothurn, Lausanne, Luzern, Lugano und Genf.
1998 übernahm Livit die Immobilienbewirtschaftung der Rentenanstalt/Swiss Life. Gleichzeitig beteiligte sich die Rentenanstalt/Swiss Life zu 51 Prozent und die UBS zu 49 Prozent an Livit. 1999 übernahm die Rentenanstalt/Swiss Life die UBS-Beteiligung an Livit und Livit erhielt im Jahr 2000 ihr noch heute gültiges Logo. Im Juni 2000 erfolgte die Fusion mit der Uto Albis AG, die in die Livit aufgelöst wurde. Mit einem Mietumsatz von 1,2 Milliarden Franken war Livit um die Jahrtausendwende der grösste Immobilienbewirtschafter der Schweiz. Im Jahr 2022 verkaufte Livit die Tochterfirma Livit FM Services. 
Im Jahr 2023 feierte Livit ihr 60-jähriges Bestehen.

## Kritik
Livit wurde in der Vergangenheit überhöhte Nebenkostenforderungen vorgeworfen. Das Schweizer Fernsehen berichtete über einen Mieter, der wegen überhöhter Nebenkostenabrechnungen gerichtlich gegen die Livit vorging und obsiegte. Trotz der gerichtlichen Niederlage habe die Livit bei weiteren Mietern in derselben Liegenschaft weiterhin dieselben Ansätze verrechnet.
Ebenso wurde von verschiedener Seite kritisch über die Livit berichtet, weil teilweise Hauswartdienstleistungen an eine Tochterfirma ausgelagert wurden und danach die verrechneten Nebenkosten teilweise massiv erhöht wurden. Die Livit wich von diesen Forderungen im Zuge von gerichtlichen Vergleichen teilweise zurück.